# Rice-Eccles Stadium

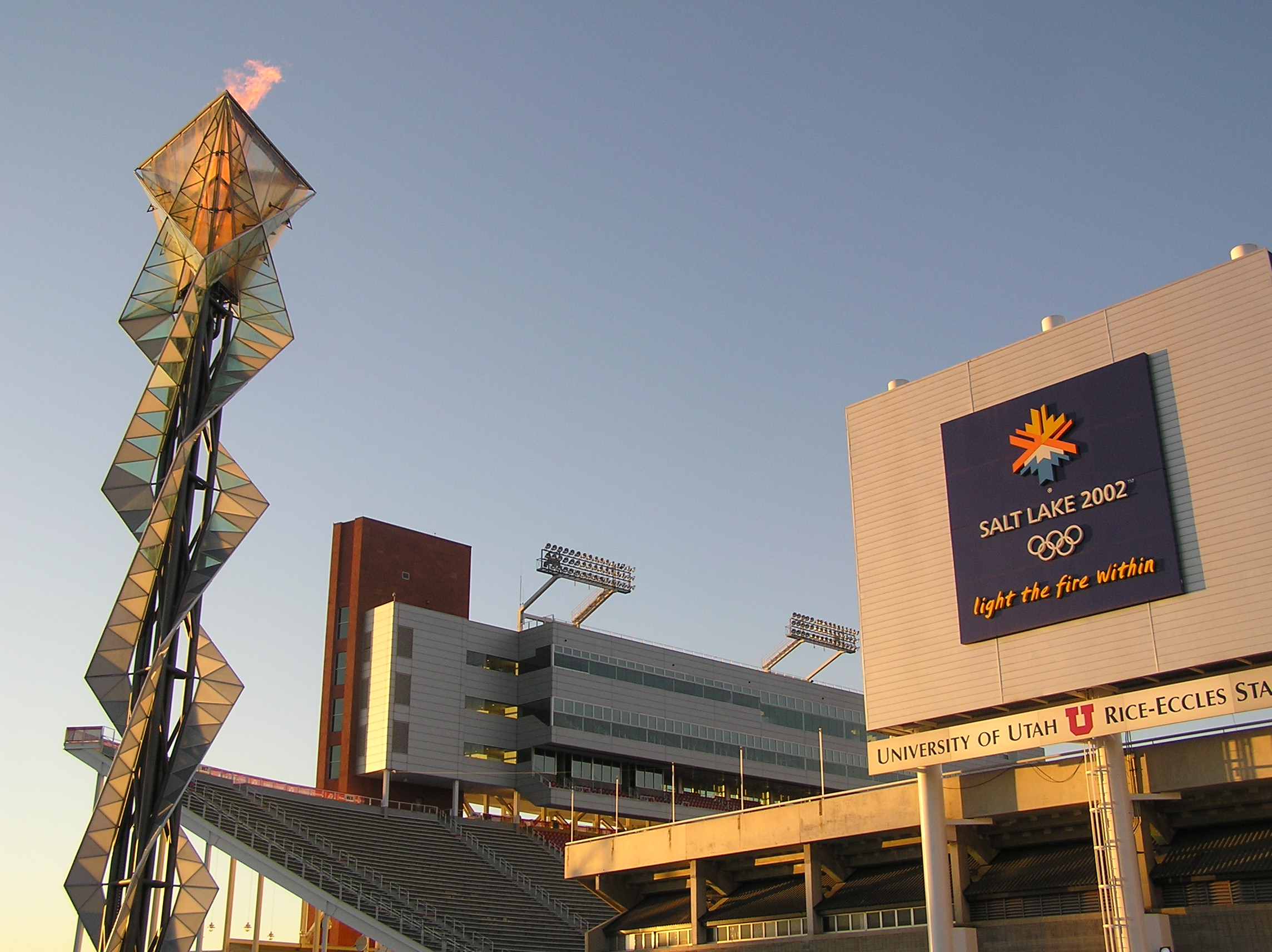
Imatge del peveter olímpic a l'entrada de l'estadi.

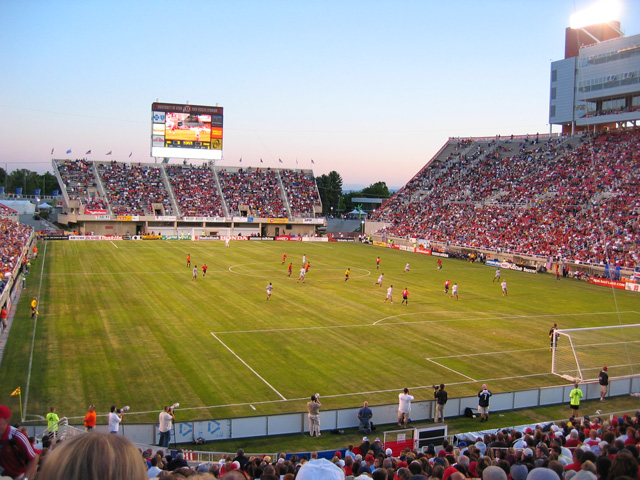
Imatge de l'estadi durant un partit de futbol.

El Rice-Eccles Stadium, anomenat també Rice-Eccles Olympic Stadium, és un estadi de futbol i futbol americà situat a la ciutat de Salt Lake City (Utah, Estats Units), propietat de la Universitat de Utah.

## Història
Aquest estadi fou construït el 1998 amb motiu dels Jocs Olímpics d'Hivern de 2002 atorgats a la ciutat de Salt Lake City. Construït sobre l'antic Rice Stadium, que datava del 1927, el nou estadi aconseguí finançament gràcies a la donació de Spencer Eccles, alumne de la universitat de l'estat i propietari d'un dels principals bancs de la regió.

## Usos
Des de la construcció és seu permanent dels Utah Utes, els equips atlètics i esportius de la Universitat de Utah. Durant la celebració dels Jocs Olímpics d'Hivern de 2002 fou la seu de les cerimònies d'obertura i clausura. Entre 2005 i 2008 fou la seu de l'equip de futbol Real Salt Lake de la Major League Soccer.